# Сухе варення
Сухе варення також київське варення — варення без сиропу. У XIX столітті було фірмовою київською стравою, відомою далеко за межами міста. Це варення не потребує герметичної тари для зберігання, має приємний, неприторний смак і цілком може замінити цукерки. Саме цим і пояснюється його колишня популярність. Нині досить складна технологія виготовлення та високі вимоги до якості вихідної сировини призвели до того, що воно втратило популярність і готується лише зрідка.
Сухе варення готується зі звичайного добре звареного варення з твердих фруктів, які зберегли свою форму. Сироп повністю зливають, а тверду частину (ягоди, шматочки груш, айви тощо) обризкують спиртом чи горілкою і обвалюють у цукровій пудрі, після чого підсушують на листі при невисокій температурі.
У Києві за адресою вул. Андріївський узвіз, 2Д, на Подолі, встановили четвертий міні-символ столиці — «Київське сухе варення».

## Історія київського варення
Київський історик Микола Закревський стверджував, що київське варення було серед страв на весіллі литовського князя Ягайла та польської королеви Ядвіги у 1386 році, проте документальних підтверджень не наводив.
За повідомленням Петра Могили, варив груші у меду, а потім висушував їх у печі (саме так і пізніше виготовляли сухе варення) монах Григорій Межигірський у 1620 році. Проте ця технологія навряд чи була його винаходом, вона існувала щонайменше з XVI століття. За спогадами сучасників, варенням з волоських горіхів та інших інгредієнтів у Києві пригощали патріарха антіохійського Макарія III
.
Принаймні з XVII сторіччя сухе варення з Києва постачали до двору іноземних володарів, зокрема московського царя. Ще більшу популярність за межами України воно набуло після відвидин Києва у 1744 році російською імператрицею Єлизаветою. Вона відрядила до України «конфектного підмайстера» Франца Андреаса, який мав перевіряти якість продукту, що постачався до Петербурга. Зберігся також указ від 14 квітня 1777 року про постачання сухого варення до двору Катерини II. Відповідно до змісту того указу, із Києва до Санкт–Петербурга мали привезти по півпуда зацукрованих сухих персиків, абрикосів, бросквин (нектаринів), слив–угорок, груш звичайних і дуль, а ще по 2 пуди в цукровому сиропі чорносливу, персиків, абрикосів, слив–туркень, по пуду волоських горіхів і шипшини, 2 пуди дерену (кизилу).
Закревський також зберіг легенду про швейцарського кондитера Бальї, який під час визиту до Києва у 1797 році нібито вигадав рецепт сухого варення або цукатів і подарував його родині подільських купців Балабух., але цей переказ може бути маркетинговим ходом пізніших виробників
. В експозиції Музею правової охорони інтелектуальної власності «З історії товарних знаків» репрезентовані два рекламних оголошення кінця ХІХ ст., які закликають купувати солодощі під назвою «Київське варення».
У Києві сухе варення виготовляли ремісники-кондитери у власних будинках, де у невеличкому спеціально відведеному приміщенні стояли кілька печей. Скибочки фруктів та ягоди у кілька прийомів проварювали у насиченому цукровому сиропі чи медовому розчині, виймали, давали стекти сиропу, висушували, обсипали цукром і зберігали у коробках та ящиках.